# Dasybasis tritus
Dasybasis tritus är en tvåvingeart som först beskrevs av Walker 1837.  Dasybasis tritus ingår i släktet Dasybasis och familjen bromsar. Inga underarter finns listade i Catalogue of Life.